# De Surinaamsche Bank
De Surinaamsche Bank N.V., afgekort DSB, is de grootste handelsbank in Suriname. De bank werd op 19 januari 1865 opgericht door Simon Abendanon (1816-1870) die al vanaf 1861 hieraan had gewerkt. DBS staat genoteerd aan de Suriname Stock Exchange.

## Geschiedenis
Het Surinaamse kantoor werd gevestigd in de Gravenstraat in Paramaribo, waar het sindsdien is gebleven.
Er was aanvankelijk ook een hoofdkantoor in Amsterdam.  Op initiatief van Samuel Sarphati, een van de grote pleitbezorgers en aandeelhouders, is Nicolaas Pierson directeur van het Nederlandse kantoor geweest.
In de periode van 1865 tot 1957 was de DSB de circulatiebank in Suriname, de uitgever van papiergeld.  Deze taak werd in 1965 overgenomen door de Centrale Bank van Suriname (CBvS).
Tijdens het 125-jarige jubileum in 1990 werd het gedenkzuil van De Surinaamsche Bank onthuld.
Sinds 2001 is de 44 procent van de aandelen van de De Surinaamsche Bank in handen van het verzekeringsbedrijf Assuria. Het hoofdkantoor van de DSB bevindt zich in de Henck Arronstraat (sinds 2003 de nieuwe naam voor de Gravenstraat).
In 2006 raakte de bank betrokken in een schandaal omdat de directeur en zijn voorganger werden beschuldigd van illegale financiële transacties.
In 2016 leed de bank een groot verlies mede door onverantwoord grote leningen aan de Surinaamse overheid. In november 2017 waarschuwde de Centrale Bank van Suriname voor een bankrun op De Surinaamsche Bank. Een week eerder deed de CBvS een oproep aan collega-banken om geld te storten in een noodfonds dat de DSB overeind moet houden. Daarop volgden meer alarmerende publicaties over de financiële situatie bij de bank in de pers. Klanten van DSB nemen het zekere voor het onzekere en halen hun geld bij de bank weg.

## Activiteiten
De DSB is een grote bank in het land. Het verleent financiële diensten aan bedrijven en particulieren. Voor vermogende klanten is er de Surinaamse Trust Maatschappij N.V. (Suritrust), een 100% dochtermaatschappij van de bank, die private banking- & vermogensbeheerdiensten verleend. DSB Assuria Vastgoed Maatschappij N.V. (DAVG) is een joint venture met Assuria. Vanaf 2017 houdt DSB 49% van de aandelen waardoor DAVG als minderheidsdeelneming in de boeken staat en niet langer in de consolidatie wordt meegenomen.

### Resultaten
In de onderstaande tabel staan de belangrijkste financiële gegevens van de bank sinds 2012. Het grote verlies in 2016 is vooral een van fors hogere voorzieningen voor dubieuze debiteuren. De toevoeging aan de voorziening was in 2016 SDR 270 miljoen, in 2015 was dit nog SDR 60 miljoen. Door het verlies is het eigen vermogen gehalveerd. De solvabiliteitsratio kwam daarmee op 0,67% en is daarmee ver onder het door de CBvS vastgestelde minimum niveau (6%) gedaald en heeft de bank onder verhoogd toezicht gesteld.
| Jaar | Balanstotaal | Eigen vermogen | Nettoresultaat | Aantal werknemers |
| ---- | ------------ | -------------- | -------------- | ----------------- |
| 2012 | 2150         | 233            | 39             | 382               |
| 2013 | 3720         | 273            | 46             | 397               |
| 2014 | 4083         | 340            | 54             | 431               |
| 2015 | 4894         | 367            | 31             | 472               |
| 2016 | 7509         | 199            | -191           | 496               |